# Хасановка (Татарстан)
Хасановка — поселок в Кукморском районе Татарстана. Входит в состав Уркушского сельского поселения.

## География
Находится в северо-западной части Татарстана на расстоянии приблизительно 15 км на юг по прямой от районного центра города Кукмор.

## История
Основан в 1910-х годах.

## Население
Постоянных жителей было: в 1920 году — 50, в 1926—145, в 1949—100, в 1958 — 97, в 1970 — 77, в 1979 — 51, в 1989 — 23, 20 в 2002 году (татары 95 %), 12 в 2010.